# Jeg har købt en guitar
"Jeg har købt en guitar" er en sang af den danske gruppe Shu-bi-dua og er fra deres andet album, Shu-bi-dua 2. Det er indspillet som boogie-woogie-nummer, og melodien er lånt fra Elvis Presleys "Good Luck Charm" (1962) skrevet af A. Schroeder og W. Gold. "Jeg har købt en guitar" er en munter sang om en mand, en guitarkøber, der har anskaffet sig en billig guitar, fordi han skal have gæster: "Og så kommer, Lis og Ludvig og Kaj og Andrea, ren tråd til Månen, og vi spiller og synger så loftet det gynger, aha-ha, aha-ha, aha-ha." Navnene Kaj og Andrea er en reference til børnetimen af samme navn, der første gang blev sendt i 1970'erne.
I sidste vers refererer Shu-bi-dua til musiknavnene Walkers, The Shadows, Buffalo Springfield og Brødrene Olsen, kaldet "Brødene Olsen" i sangen, som guitarkøberen har lært at spille hits fra – foruden gruppens egne numre. "Jeg har købt en guitar" er et klassisk eksempel på de undersættelser, som Shu-bi-dua indspillede i første del af deres karriere, inden de for alvor begyndte at skrive deres egne numre. Gruppemedlemmerne havde hver især deres egne engelsksprogede favoritter, som de gerne ville "undersætte" til dansk, og i dette tilfælde var det Michael Bundesens forkærlighed for Elvis, der førte til den danske tekst.

## Udgivelsen
"Jeg har købt en guitar" udkom sammen med 2'eren i maj 1975 og blev med det samme et populært nummer. Ifølge Michael Bundesen har sangen været én af de gennemgående 2'er-numre, der har været spillet live alle årene.

## Medvirkende
- Michael Bundesen: Sang
- Michael Hardinger: Guitar
- Jens Tage Nielsen: Klaver
- Bosse Hall Christensen: trommer
- Niels Grønbech: Bas
- Tommy Seebach: klaver (solo)